# 泉龍寺 (小山市)
泉龍寺 （せんりゅうじ）は、栃木県小山市にある真言宗豊山派の寺院。御瀧山明王院泉龍寺不動坊と号す。北関東三十六不動尊霊場第13番札所となっており、「乙女不動尊」の通称で知られる。

## 歴史
寺の縁起によれば、昔ある僧が、日光中禅寺湖の湖水に浴して修行をしていたところ、百日目の満願の日の朝、湖上に光り輝くものがあった。何かと近づいたところ、不動明王の像であったという。その僧は感激のあまり涙を流し、清滝の流れに沿って不動明王像を担ぎ南へと下った。そのとき僧は「どうか有縁の地をお示し下さり、衆生を過去現在未来の三世にわたって永く救済したまえ」と願をかけ、昼はほこりにまみれて歩き、夜は野山に臥して、不動明王の有縁の地を求めた。ちょうど乙女の里にさしかかったところ、急に背中の像がずしりと重くなり、耐えかねた僧は、像を置きひと休みした。そしてもう一度像を担ごうとしたところ、どんなに力を入れてもピクリとも動かない。僧は、「明王が示したまえる場所はここなのだ」と思い、里人に説いて小さな堂を造り安置した。これが乙女寒沢の地にある不動塚だという。のち年を経て馬蹄のほこりにさらされることを憂い、乙女の地でも上の手に移した。これが現在泉龍寺のある不動原である。
寺は正慶2年（1333年）に建立されたが、観応2年（1351年）、兵火に逢い灰燼に帰してしまう。その後、永徳2年（1382年）再度建立されたのも束の間、小山義政が反逆を起こした際に、鎌倉公方左兵衛督足利氏満が兵を率いて討伐に討って出たのであった。しかし、山野に放火された火が堂に引火、これを焼失してしまう。以降、至徳3年（1386年）の小山若犬丸の乱など、数度におよぶ戦火に遭遇、それでも、不動明王像は厳然として戦火に出ていき、その慈救の威相はさらに輝きを増していったという。そのため、火伏の不動ともいわれている。泉龍寺は三度寺地を替えている。1度目は乙女寒沢の不動塚より不動原へ。これは共に鎌倉街道沿いであった。2度目は大永年間に不動原より日光街道沿いとなる乙女字西館の地へ。そして3度目は昭和に区画整理事業のため元の不動原へ移転し現在に至っている。。
慶長11年（1606年）江戸幕府より寺領を賜り、以降御朱印地として歴代の徳川将軍より「不動仏供領」の寺領朱印状を受けている。江戸時代も半ばになり、不動堂もいたんできた。ときの泉龍寺住職、淳元上人の発願で正徳2年（1712年）不動堂を新しくすることとなった。乙女村はもとより、古河・小山などの近郷近在、江戸など遠方の往来者が金品や仏具、また金銭はなくとも建設に参加するなどして布施をした。中でも乙女の住人青木美朝と江戸横山町の植木助五郎義豊が大施主として布施をした。正徳4年、不動堂は完成し、それを機に不動明王像は秘仏となり扉の奥に安置され、その前に御前立ち本尊として不動明王坐像を安置することとなった。以来25年目に一度、二まわり目の午年に秘仏を開帳し、長日護摩を厳修することとなった。
江戸時代の乙女村は日光街道と思川の乙女河岸を結ぶ水陸交通の要衝であった。日光街道から乙女河岸へ行くには、泉龍寺の南側に街道と河岸を往来する道があり、泉龍寺はちょうど陸と川の分岐点にある交通の要衝にあたっていた。そのため泉龍寺は河岸関係者や河岸を往来する大名や商人から篤い信仰を集めた。名前を挙げれば、乙女河岸問屋の青木覚左衛門や山中八郎兵衛、江戸日本橋の回送問屋乙女屋金兵衛、白河藩主松平定賢、同藩主で寛政の改革の松平定信、また、日光東照宮へ往来するおりに泉龍寺へ参拝した薩摩藩主島津光久や近江膳所藩主本多康恒など、江戸との多くの往来者の名前を知ることができる。なかでも白河松平家は参勤交代の折、泉龍寺にて休息をするのを例としていた。
明治・大正のころには、近隣数か寺の寺院を兼務寺院とする地域の拠点寺院であった。。
寺号の由来は、ある時、疫病に悩む庶民の苦しみを救うために本尊に祈祷したところ、この地に清らかな泉が湧き出て、その病がたちまちにして治ったことから、泉龍と号すようになったといわれている。また、不動堂を背にして左前に不動池といわれる水行場があり、端に水掛け乙女不動尊の像が美しく佇んでいる。

## 本尊開帳
泉龍寺の本尊大聖不動明王は、江戸時代中期、正徳4年（1714年）に泉龍寺の中興の祖、淳元上人が不動堂を再建、その扉の奥に安置されて以来、秘仏とされている。以降、その5尺あまりの立像は25年に一度行われる開帳の時にのみ拝観が可能となる。また、開帳の前には御守替（おもりかえ）と還元御守替（かんげんおもりかえ）という行事が行われる。これは、昭和初期まで堂は茅葺きで25年目の開扉のたびに茅葺き屋根の葺き替え工事をした。その期間、本尊を本堂に移すのだが、像を移すにあたって地域を代表する結婚前の若者数十人が、寒い夜中に不動池に入り、心身共に清められたところで本尊を大切に本堂にかつぎ入れ、屋根の葺き替えが終わると不動堂に再びもどした。現在、屋根は銅葺きに変わり屋根替えも行われないが、開帳前の厳粛な伝統行事として行われる。平成14年（2002年）4月6日から8日には、約300年間にわたって継承されてきた第13回目の本尊大開帳が厳かに行われた。
次回は2026年の春に開帳が行われる予定である。

## 地蔵堂
境内北の小堂に石像の地蔵菩薩が祀られている。これは乙女村出身で、江戸で商売をしていた渡邊九兵衛が、元禄13年（1700年）に亡くなった母、翌年元禄14年に亡くなった父の供養のために祀った地蔵像である。渡邊九兵衛は上野の不忍池や湯島天神に近い江戸湯島4丁目に石屋という屋号の店を出し商売をしていたようだ。九兵衛はさらに父母のために宝永6年（1709年）になって銅造の大日如来像を造立する。これが今寒沢八幡宮に祀られている「ぬれ仏さま」である。また九兵衛は享保4年（1719年）6月28日の不動尊護摩法要に金一分を布施したと、泉龍寺中興の祖淳元上人が記録に書き残している。信心深い孝行息子が造立した地蔵像として、今でも崇敬を集めている。

## 文化財
- 水掛け乙女不動尊
- 不動明王（本尊御分身像）
- 山門額（泉龍寺中興祖淳元上人・黄檗宗南川和尚両面額）
- 芭蕉句碑
- 松平定賢奉納 陣羽織・采配、詩文
- 本多康恒奉納 十二天像
- 島津光久奉納 詩文

## 年中行事
- 1月1日 元旦初詣
- 1月1日 - 1月3日 祈願祭
- 2月26日 旗立て
- 2月28日 初護摩大祭典
- 7月26日 旗立て
- 7月28日 夏護摩祭典
- 毎月28日 御縁日
- 12月31日 除夜の鐘（除夜祭り）
- 1714年から数えて25年目ごとの午年に御開帳が行われる